# BSG Motor Eythra
Die BSG Motor Eythra war eine deutsche Betriebssportgemeinschaft aus Eythra im heutigen Landkreis Leipzig, welche von 1950 bis 1985 existierte. Die Fußballabteilung stand in der Tradition des FC 09 Eythra bzw. der SG Eythra.

## Sektion Fußball
Motor Eythra wurde im Jahr 1909 unter der Bezeichnung FC 09 Eythra gegründet. Der Club agierte bis 1945 innerhalb des mitteldeutschen Fußballs stets unterklassig, etwaige Teilnahmen in der Gauliga Sachsen sowie an den Endrunden des Verbandes Mitteldeutscher Ballspiel-Vereine fanden nicht statt.
1945 wurde der Verein aufgelöst und im Jahr 1946 als SG Eythra neu gegründet. In der Folgezeit vollzog die lose Sportgruppe ab 1950 mit dem Einstieg der Sportvereinigung Motor eine erneute Umbenennung in Motor Eythra.
Auf sportlicher Ebene stieg die SG Eythra gemeinsam mit der SG Probstheida im Jahr 1947 im Fußball-Bezirk Leipzig in die Stadtliga Leipzig auf, die aber nur eine Spielzeit gehalten wurde. Im Anschluss war die BSG Motor Eythra durchweg im Leipziger Kreis- bzw. Bezirksklassenbereich vertreten, spielte um den möglichen Aufstieg zur dritt.-bzw. viertklassigen Bezirksliga Leipzig jedoch keine Rolle und agierte im Gegensatz zum Lokalrivalen SG Zwenkau ausnahmslos in der Bedeutungslosigkeit des DDR-Fußballs. Größte Erfolge waren zwischen 1959 und 1979 fünf gewonnene Meisterschaften sowie vier Pokalsiege im Landkreis Leipzig-Land.
1985 wurde die BSG, bedingt durch Braunkohleabbau und dem damit verbundenen Abriss der Ortschaft Eythra, aufgelöst.

## Statistik
- Teilnahme Landesliga Sachsen (SBZ): 1947/48

## Personen
- Uwe Zötzsche